# Nowosiergijewka (osiedle)
Nowosiergijewka (ros. Новосергиевка) – osiedle w Rosji, w obwodzie orenburskim, ośrodek administracyjny rejonu nowosiergijewskiego. W 2010 liczyło 13 737 mieszkańców.